# Büttelei Uffheim
Die Büttelei Uffheim  war im Mittelalter und in der frühen Neuzeit ein historischer Verwaltungsbezirk im unteren Elsass.

## Umfang
Zur Büttelei Uffheim gehörten die Dörfer Uffheim und Durstel.

## Geschichte
Die „Büttelei“ entsprach in ihrer Funktion einem kleinen Amt.
Bei den beiden Teilungen der Herrschaft Lichtenberg, die um 1330 und im Jahr 1335 stattfanden, wird die Büttelei als Bestandteil dieser Herrschaft genannt. Sie wird dabei dem Landesteil der „mittleren Linie“, den Nachkommen Ludwigs III. von Lichtenberg zugewiesen. 1396 war die Büttelei dann teilweise Teil des Pfandes für die Mitgift anlässlich der Heirat von Adelheid von Lichtenberg, Tochter von Johann IV. von Lichtenberg, mit Johann von Finstingen.